# La Montaña (periódico de 1897)
La Montaña fue un periódico socialista revolucionario, y cercano al anarquismo, que se publicó en el año 1897 en Argentina. El diario fue dirigido por José Ingenieros y Leopoldo Lugones.

## Historia
El primer número, que fue publicado el día 1 de abril de 1897, se abrió con un manifiesto titulado "Somos socialistas". Continuó con un artículo contra el Estado ("La sociedad sin Estado"), que continuó en los números segundo y tercero. La Montaña argumentó que el Estado era resultado de la propiedad privada y pidió su abolición. En total se publicaron de forma quincenal 12 números, entre el 1 de abril y el 15 de septiembre de 1897. Las fechas de publicación del semanario estaban en el Calendario republicano francés.
El periódico se organizaba en tres secciones que incluían varios artículos: Estudios sociológicos, Arte, Filosofía, Variedades y Actualidad, en esta última, a su vez, se incluían otras subsecciones, denominadas: La Quincena, Bibliografía, Movimiento Socialista Internacional, Reuniones.
Algunos de los contenidos más provocativos de La Montaña fueron los ataques a la influencia de la Iglesia Católica por parte de José Ingenieros. Este autor, con el tiempo, se convirtió más tarde en un destacado sociólogo en Argentina, mientras que Leopoldo Lugones se convirtió en un destacado poeta e intelectual de la derecha nacionalista argentina.
Este periódico buscó explícitamente intervenir en el espacio público, aunque claramente en una posición marginal, apuntado a abarcar tres ámbitos de discusión: lo político, lo artístico y lo científico -aunque también coqueteó con las ciencias ocultas-. Para los editores de La Montaña, estos tres ámbitos debían estar imbricados, y tanto el arte -y el artista opuesto al "materialismo burgués"- como la ciencia debían aliarse respecto de lo político, que debía ser el ámbito dominante. De esta forma, La Montaña logró conjugar de forma audaz arte y política, modernismo y socialismo.
En el año 1996, el intelectual Oscar Terán publicó en la colección “La ideología argentina” un libro reuniendo los 12 números que habían salido en 1897.